# Mantachie
Mantachie és una població dels Estats Units a l'estat de Mississipi. Segons el cens del 2000 tenia 1.107 habitants.

## Demografia
Segons el cens del 2000, Mantachie tenia 1.107 habitants, 448 habitatges, i 321 famílies. La densitat de població era de 108,2 habitants per km².
Dels 448 habitatges en un 34,6% hi vivien nens de menys de 18 anys, en un 57,6% hi vivien parelles casades, en un 10,7% dones solteres, i en un 28,3% no eren unitats familiars. En el 25,9% dels habitatges hi vivien persones soles el 14,3% de les quals corresponia a persones de 65 anys o més que vivien soles. El nombre mitjà de persones vivint en cada habitatge era de 2,47 i el nombre mitjà de persones que vivien en cada família era de 2,98.
Per edats la població es repartia de la següent manera: un 26,1% tenia menys de 18 anys, un 7,7% entre 18 i 24, un 28,5% entre 25 i 44, un 22,9% de 45 a 60 i un 14,7% 65 anys o més.
L'edat mediana era de 36 anys. Per cada 100 dones de 18 o més anys hi havia 90,7 homes.
La renda mediana per habitatge era de 29.224 $ i la renda mediana per família de 35.000 $. Els homes tenien una renda mediana de 26.250 $ mentre que les dones 22.232 $. La renda per capita de la població era de 16.164 $. Entorn de l'11,6% de les famílies i el 15% de la població estaven per davall del llindar de pobresa.

## Poblacions més properes
El següent diagrama mostra les poblacions més properes.